# Aiguilhe

Aiguilhe este o comună în departamentul Haute-Loire, Franța. În 2009 avea o populație de 1,593 de locuitori.